# Fermí
Fermí és un nom propi masculí d'origen llatí. Prové de Firminus que significa ferma, sòlid.

## Santoral
7 de juliol: Sant Fermí, bisbe i màrtir.

## Variants
- Femení: Fermina.

| Variants en altres llengües | Variants en altres llengües |
| --------------------------- | --------------------------- |
| Alemany                     | Firmin                      |
| Cors                        | Firminu                     |
| Euskera                     | Pirmin, Permiñ, Premiñ      |
| Francès                     | Firmin                      |
| Holandès                    | Firminus                    |
| Anglès                      | Fermin                      |
| Italià                      | Firmino                     |
| Castellà                    | Fermín                      |
| Llatí                       | Firminus                    |
| Lituà                       | Firminas                    |
| Portuguès                   | Firmino                     |
| Rus                         | Фирмин (Firmin)             |
| Txec                        | Firmin                      |